# 553532 Alfiejohnpercy
553532 Alfiejohnpercy è un asteroide della fascia principale. Scoperto nel 2011, presenta un'orbita caratterizzata da un semiasse maggiore pari a 2,3907928 au e da un'eccentricità di 0,1667347, inclinata di 3,68416° rispetto all'eclittica.